# あの娘と僕
『あの娘と僕-スイム・スイム・スイム-』（あのことぼく）は、1965年6月5日に日本ビクター（現：JVCケンウッド）の音楽レコード事業部のビクターレコード（現：JVCケンウッド・ビクターエンタテインメント）より発売された橋幸夫の68枚目のシングルである（SV-248）。同名の松竹映画の主題歌ともなった。後に日本ビクター出版（現：JVCケンウッド・ビクターエンタテインメント）よりミュージックブック「あの娘と僕」（SB3029）が発売されている。

## 概要
- 橋は、本楽曲と、これまでに作詞佐伯孝夫、作曲吉田正のコンビで発表した一連のリズム歌謡（「恋をするなら」、「ゼッケンNO.1スタートだ」、「チェッ・チェッ・チェッ（涙にさよならを）」）で、第7回日本レコード大賞企画賞を獲得した[2]。
- 「恋をするなら」はサーフィン、「ゼッケンNO.1スタートだ」はホットロッド、「チェッ・チェッ・チェッ（涙にさよならを）」はサブロックで、本作はスイムリズムとされている。
- 大ヒットとなり、発売から1週間で10万枚、2ヶ月弱で71万枚のセールスを記録した[3]。『平凡』『明星』両者の月間ランキングで第一位を獲得。
- レコード大賞を美空ひばりの「柔」と争ったが、17対14票と差をつけてひばりが受賞し[4]、企画賞に回った。
- ジャケットは二つ折りで、3頁にはジャズダンスの浦辺日佐夫によって、分解写真やステップ入りで「スイム」の踊り方が解説されている。
- 本作は東レの新作水着「ピチ」とタイアップしており、ジャケット4頁には「スイムで行こう ピチで行こう」という「ピチ」の広告が記載されている。歌詞の中にも「あの娘もこの娘もピチ娘（むすめ）」と使われている。
- ビクターはこの年、スイムリズムに力を入れ、対象楽曲を7枚購入で、ピチ水着が当たるキャンペーンを行っている[5]。
- 橋はこの年の第16回NHK紅白歌合戦で白組のトリをつとめ、本作を歌唱。バックでは白組の応援にきた渥美清や柳家金語楼など白組メンバー総出で踊っている映像が残っている。
- c/wの「涙の小窓」も佐伯、吉田コンビの作品、また同日付けで「ふたりの夜 (c/w 恋の渚)」も発売され、この年の橋のシングルリリースは、前年に引き続き15枚に達した[6]。

## 収録曲
1. あの娘と僕
作詞：佐伯孝夫、作・編曲：吉田正
2. 涙の小窓
作詞：佐伯孝夫、作・編曲：吉田正

## 収録アルバム
- 『橋幸夫　ザ・ベスト』（2012.07.25）
- 『元祖！リズム歌謡』（ 2005.06.29）
- 『 SWIM！ SWIM！ SWIM！』（2005.07.21）
- 『橋幸夫 全曲集』（2001.10.24）
- 『＜TWIN BEST＞』（1998.11.06）
- 『吉田正　自撰77曲（下）』（1998.07.23）

他

## 関連作品

### 映画「あの娘と僕」
- 楽曲発表から1ヶ月の8月7日には、松竹映画「あの娘と僕」が公開された[7]。
- リズム・モータースの宣伝部員今村哲也（橋幸夫）は、今年も葉山へやって来て、水上スキーやモータボートの指導にあたる。新入社員の小柴秀子（香山美子）、客のみどり（夏圭子）、君代（富永ユキ）、ひろ子（五月女マリ）、道子（野田和子）らと真夏の太陽のもとで、若者たちの恋愛が明るく爽やかに描かれた青春映画。
- ロケは、神奈川県の葉山マリーナ、河口湖などでおこなわれている[8]。

#### スタッフ
- 製作：今泉国男
- 脚本：桜井義久
- 監督：市村泰一
- 撮影：小杉正雄
- 美術：芳野尹孝
- 音楽：小川寛興
- 録音：熊谷宏
- 照明：佐久間丈彦
- 編集：杉原よ志
- スチール：金田正

#### 出演者
- 今村哲也：橋幸夫
- 小柴秀子：香山美子
- 三輪恭介：宗方勝巳
- 三輪秋子：清水まゆみ
- 三輪健作：大泉滉
- 三輪良夫：小田草之助
- 武田みどり：夏圭子
- 武田君子：富永ユキ
- 武田ひろ子：五月女マリ
- 武田美智子：野田和子
- 平山志津子：桑野みゆき
- 金子吾郎：河津清五郎
- 志村：松崎真介

#### 映像ソフト
- 2010年12月7日より、「松竹DVD倶楽部」からDVDが発売されている。

#### 同時上映
『若いしぶき』
- 脚本：柳井隆雄、元持栄美 / 監督：八木美津雄 / 主演：藤岡弘（現：弘、）

### ミュージックブック「あの娘と僕」
- 楽曲のヒットを受け、ミュージックブック「あの娘と僕」が制作され、8月日本ビクター出版より発売された（SB3029）。
- 主な内容は以下のとおりで、両面ソノシートが2枚付属している。

1. 巻頭カラーグラビア
2. 夜のスイム（葉山マリーナでのスイム大会の記録）
3. 撮影日誌
4. 歌詞紹介（8曲）
5. ヨーロッパの思い出（2週間に休暇旅行）
6. 後援会パーティの開催報告
7. 幸ちゃんのすべて